# Paul Desmarais (fils)
Pour les articles homonymes, voir Paul Desmarais et Desmarais.
Paul Desmarais, né le 3 juillet 1954 à Sudbury en Ontario au Canada, est un homme d'affaires canadien, président de Power Corporation depuis 1996.
Il est l'un des deux fils de Paul Desmarais.

## Parcours
Paul Desmarais étudie à l'Université McGill où il obtient un baccalauréat en commerce puis à l'Institut européen d'administration des affaires (INSEAD) à Fontainebleau en France, il obtient une maitrise en administration,.
Il commence par travailler à Warburg & Co. (en) à Londres, au Royaume-Uni, et à Standard Brands Incorporated à New York aux États-Unis avant de rejoindre Power Corporation en 1981.
Il participe à la création de la Financière Power en 1984 à titre de vice-président et est nommé président et chef de l’exploitation de 1986 à 1989, vice-président exécutif du conseil de 1989 à 1990, président exécutif du conseil de 1990 à mai 2005, président du comité exécutif de 2006 à 2008, co-président exécutif du conseil de 2008 à 2020; il est depuis président du conseil. En 1996, Paul Desmarais devient président du conseil et co-chef de la direction de Power Corporation, poste qu’il a occupé jusqu’en février 2020, lorsqu’il quitte pour la retraite.  
Il compte dans son réseau de relations les journalistes Philippe Labro et Christine Ockrent, l’éditeur Olivier Orban, de même qu'Alain Juppé et Nicolas Sarkozy.
La famille Desmarais entretient aussi des relations avec les dynasties industrielles françaises Dassault, Peugeot et Rothschild, entre autres. Des liens sont également établis avec la famille Frère.

## Fonctions et autres engagements professionnels
Président du conseil de Power Corporation du Canada depuis 1996. Il a auparavant exercé les fonctions de co-chef de la direction de Power Corporation de 1996 jusqu’à son départ à la retraite en février 2020. Il a également été co-président exécutif du conseil de la Financière Power de 2005 jusqu'en 2020. Il y est actuellement président du conseil,,,.
Pendant qu’il était en poste chez Power Corporation et à la Financière Power, il était notamment responsable des activités en Europe.

### Conseil d'administration[8]
- Président du conseil : Power Corporation et Power Financial
- Great-West Lifeco Inc.
- Canada Vie
- Empower Retirement
- Putnam Investments
- Financière IGM
- IG Gestion de patrimoine
- Placements Mackenzie
- Président du conseil : Pargesa Holding SA
- Président du conseil : Groupe Bruxelles Lambert (administrateur depuis 1990)
- LafargeHolcim SA depuis 2015[2]
- SGS depuis 2013[9]

- Président exécutif de Pargesa Holding en Suisse et membre du Conseil de surveillance de Parjointco N.V. aux Pays-Bas

- Membre du  Comité de direction de Power Corporation International ; Président du Comité consultatif de Sagard Private Equity Partners (France)[4]

### Autres engagements professionnels
- Fondateur, président puis membre du conseil consultatif international de l'École des Hautes Études Commerciales de Montréal (HEC Montréal) (Canada) ; Fondateur et membre honoraire à vie du Conseil consultatif international de la Faculté d’administration de l'Université McGill (Canada)[10] ; Membre du conseil international de l'Institut Européen d'Administration des Affaires (l'INSEAD) (Fontainebleau, France) ; l’un des fiduciaires et coprésident du conseil consultatif international de la Brookings Institution (Washington, États-Unis)[1],[2]. Il est membre du conseil consultatif international de Harvard[5].

- Il a été membre du Conseil consultatif sur l’économie auprès du ministre Joe Oliver au Canada.
- Il est président du bureau des gouverneurs du Forum économique international des Amériques[1] ; membre du conseil d'administration et membre du Cercle des entrepreneurs du Conseil canadien des affaires[11] ; membre du conseil consultatif international du Council of Foreign Relations (États-Unis), membre du Business Council (États-Unis) et du Conseil canadien des affaires.
- Il a été membre du Conseil de la Fondation Trudeau jusqu'en 2011[1],[2].

### Anciens mandats
- Administrateur de Total de 2002 à 2017 ;
- Administrateur de Lafarge SA (France) de 2008 à 2015 ;
- Administrateur de GDF Suez (France) de 2008 à 2014 ;
- Vice-président du conseil d'administration d'Imerys SA (France) de 1998 à 2008[2] ;
- Membre du Conseil consultatif international du groupe La Poste (France)[2].

## Autres engagements
Il est impliqué dans Centraide du Grand Montréal, dont il a été coprésident en 1998,. En 2018, il a reçu le Prix Michèle Thibodeau-DeGuire et est devenu le premier gouverneur émérite de Centraide en reconnaissance de sa contribution et de son soutien à la lutte contre la pauvreté et l’exclusion sociale. Il est également l’un des présidents d’honneur de la Campagne "Plus mieux guérir" de la Fondation CHU Sainte-Justine.
En 2014, il participe à l’expédition à ski vers le pôle Nord magnétique organisée par l’organisme "La Patrie gravée sur le cœur", l’œuvre caritative la plus importante dans le soutien des familles des militaires au Canada. Le but de cette expédition était de faire mieux connaître les traumatismes physiques et mentaux qui frappent encore les soldats canadiens.
Il a été co-président de la campagne nationale de Conservation de la Nature Canada « Une Force pour la Nature » du 1er avril 2007 au 31 décembre 2012,.

## Vie privée
Il est marié à Hélène Desmarais, présidente du conseil et chef de la direction du CEIM. Ils ont 4 enfants : Paul III, Alexandre, Nicolas, et Charles-Édouard.

## Distinctions
- 1992: Médaille commémorative du 125e anniversaire de la Confédération du Canada[21]
- 1994: L'insigne d'Officier de l'Ordre de la Couronne' en Belgique[21]
- 2002: La Médaille du jubilé d'or de la Reine[22]
- 2005: Le prix «Dirigeant de l'année» de l’Academy of International Business (AIB)[23]
- 2005: Un hommage de La Chambre de commerce du Montréal métropolitain comme “Grands Montréalais”[24]
- 2005: Officier de l'Ordre du Canada[21]
- 2006: Doctorat honoris causa de l’Université Laval[1]
- 2008: Doctorat honoris causa de l'Université de Montréal[1]
- 2009: Officier de l’Ordre national du Québec[25]
- 2012: La Médaille du jubilé de diamant de la Reine[22] et l'insigne de Chevalier de la Légion d’honneur en France[26]
- 2017: Titre de premier Gouverneur émérite de Centraide
- 2018: Récipiendaire du Prix Michèle Thibodeau-DeGuire en reconnaissance de sa contribution exceptionnelle à l'avancement de Centraide[27]
- 2018, Prix Philanthrope par excellence remis par l'AFP Québec (Association des professionnels en philanthropie)[28]
- 2019, Diplôme honorifique de l'University of Manitoba[29]
- 2019, Diplôme honorifique de McMaster University[30]